# 豊田育子
豊田育子（とよた いくこ）は日本の実業家、元大学講師。現在は岐阜県岐阜市にある学校法人豊田学園の学園長である。

## 略歴
朝日大学大学院経営学研究科博士前期課程修了。修士（情報管理学）。